# Anunciació als pastors
L'anunciació als pastors és un episodi que acompanya la Nativitat de Jesús a l'evangeli segons Lluc que ha esdevingut un tema tòpic en les nadales i en l'art religiós.

## Argument
Un grup de pastors estava preparant-se per dormir als afores de Betlem. Un àngel se'ls va aparèixer per anunciar el naixement d'un nen que seria el Salvador de la humanitat. Després d'aquest anunci, els pastors van veure més àngels que cantaven complaguts per la bona nova i van decidir posar-se en camí per veure el nadó, que segons l'àngel estava a un pessebre.

## Anàlisi
El passatge es considera un símbol de la preferència de Jesús pels pobres, ja que els pastors ocupaven un lloc molt baix a la jerarquia social i tanmateix són els primers a rebre la notícia. Això emfatitza que el missatge cristià és per a tothom, sense distincions.
L'escena va combinar-se amb l'adoració dels pastors i dels Reis Mags d'Orient en les escenes del pessebre a l'art, especialment a l'edat mitjana i el Renaixement.